# Józef Kremer
Józef Kremer (Cracovia, 22 febbraio 1806 – Cracovia, 2 giugno 1875) è stato uno scrittore e filosofo polacco.
Studiò a Cracovia, Berlino, Heidelberg e Parigi; prese parte alla rivoluzione polacca del 1831; insegnò dal 1847 Filosofia all'università e dal 1850 Estetica e Storia dell'arte all'Accademia delle belle arti di Cracovia.